# ヨーラン・ペーション
ハンス・ヨーラン・ペーション（Hans Göran Persson、1949年1月20日 - ）は、スウェーデンの政治家。
7代目社会民主労働党党首（1996年3月15日 - 2007年3月17日）、41代目首相（1996年5月22日 - 2006年10月6日）を歴任する。

## 経歴

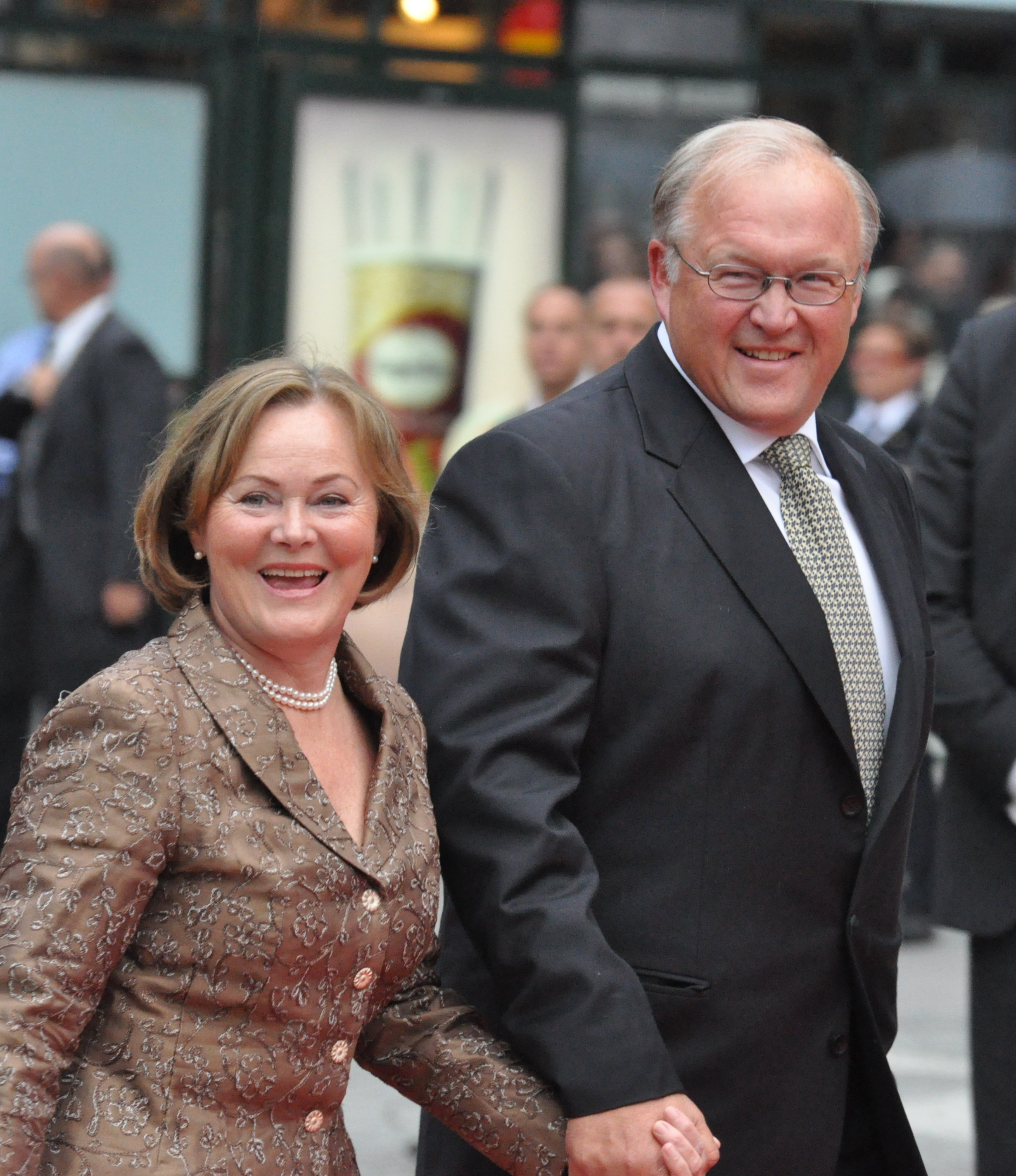
妻のアニトラ・スティーンと（2010年6月18日）

スウェーデンのセーデルマンランド県ビンゴーケルで誕生した。オレブロ大学に入学し、政治学を専攻したが卒業はしなかった。1972年から1975年までスウェーデン社会民主青年同盟の一員となり、政治活動に関わるようになった。その後、カトリーネホルム市の教育委員を務めた。1979年、国会議員に選出されたが、5年後の1985年には再びカトリーネホルム市の教育委員となり、1989年まで同職を務めた。
1989年、ペーションは経験を評価されて教育科学大臣に選任され、1991年に社会民主労働党が選挙によって政権の座から下りるまで同職を務めた。1994年、社会民主労働党が政権を取り戻すとペーションは財務大臣に選任された。1996年、ペーションはイングヴァール・カールソンの後を継いで社会民主労働党の党首となり、首相に就任した。
彼はやや強引なリーダーシップの持ち主として知られている。カトリーネホルム市時代の彼は"HSB"("Han som bestämmer")と呼ばれていた 。
2004年12月26日に発生したスマトラ島沖地震では、ヨーロッパ諸国の中で最も多い60名にも上る自国民の犠牲者が出たのにもかかわらず迅速な対応を行わなかった事が批判の対象となり、2006年9月17日の総選挙では穏健党・中央党・自由党・キリスト教民主党の野党連合に敗北する結果となって退陣を表明し、政権交代して10年間の首相生活に終止符が打たれた。以後社会民主労働党は2014年まで8年間野党となった。
2007年にソフィー賞を受賞した。
2019年からはスウェーデンの主要銀行の1行である、スウェドバンクの会長を務めている。

## プライベート
3度の結婚で娘が2人いる。自転車による事故のため、2003年に変形性関節症と診断され、2004年に大規模な手術を受けた。手術後9ヶ月は足を引きずって歩かなければならず、また痛みのために強い鎮静剤が必要だったため、公務をキャンセルすることもあった。